# شهرستان اکتور (تگزاس)
شهرستان اکتور، تگزاس (به انگلیسی: Ector County, Texas) یک سکونتگاه مسکونی در ایالات متحده آمریکا است که در تگزاس واقع شده‌است.

## خصوصیات
شهرستان اکتور ۲٬۳۳۶٫۱۸ کیلومترمربع مساحت دارد.